# NGC 6557
NGC 6557 est une galaxie lenticulaire située dans la constellation de l'Octant. Sa vitesse par rapport au fond diffus cosmologique est de 5 521 ± 45 km/s, ce qui correspond à une distance de Hubble de 81,4 ± 5,7 Mpc (∼265 millions d'al). NGC 6557 a été découverte par l'astronome britannique John Herschel en 1835 qui l'a décrite comme une petite galaxie, faiblement lumineuse, de forme ronde et dotée d'un cœur lumineux.
À ce jour, quatre mesures non basées sur le décalage vers le rouge (redshift) donnent une distance de 55,700 ± 5,475 Mpc (∼182 millions d'al), ce qui est nettement à l'extérieur des valeurs de la distance de Hubble. Notons que c'est avec la valeur moyenne des mesures indépendantes, lorsqu'elles existent, que la base de données NASA/IPAC calcule le diamètre d'une galaxie et qu'en conséquence le diamètre de NGC 6557 pourrait être d'environ 44,1 kpc (∼144 000 al) si on utilisait la distance de Hubble pour le calculer.
NGC 6328 est une radiogalaxie à spectre continu (Flat-Spectrum Radio Source).

## Histoire
Après sa découverte en 1835, elle a été observée plusieurs fois dans les années 1970 par des astronomes grâce au radiotélescope de l'observatoire de Parkes. Sa puissante source radio a été reliée à la galaxie découverte par Herschel qu'en juin 1979 par des astronomes de l'observatoire de Parkes.
Elle a été carrément confondue avec une nébuleuse planétaire du bulbe galactique par Albert Zijlstra qu'il a cataloguée comme une vieille nébuleuse planétaire dans son papier publié en août 1990 intitulé « A radio study of planetary nebulae ». Sa nature de radiogalaxie a finalement été identifiée en novembre 1991 par le cosmologiste et astronome John A. Peacock (en) et l'astronome Philip D. Nicholson, lorsqu'ils étudiaient les radiogalaxies pour comprendre leur comportement dans des amas de galaxies à des échelles d'environ 1 Mpc (∼3,26 millions d'al). La même année, des scientifiques ont mis en évidence le fait que le noyau galactique de NGC 6557 abrite un trou noir supermassif en phase de croissance et ils ont émis l'hypothèse que cette galaxie abrite un quasar.

## Morphologie
NGC 6557 est une galaxie lenticulaire de type morphologique SA(r)0,. Ce type morphologique décrit une galaxie en transition entre une phase de galaxie spirale et celui d'une galaxie lenticulaire, et possédant un disque galactique. Ce disque est largement composé de bandes de poussière (en), bien visible sur les images du télescope spatial Hubble. Ces bandes entourent la galaxie sous la forme d'un grand disque. Elle a une taille très similaire à celle de la Voie lactée, puisque les estimations de sa taille montrent que la galaxie mesure environ 31,81 kpc (∼104 000 al) de diamètre. De plus, elle est marquée par une forte luminosité infrarouge, puisque sa magnitude absolue dans le proche infrarouge est de −24,26 ± 0,32 et que sa magnitude dans l'infrarouge lointain est −27,54 ± 0,32[réf. souhaitée], ce qui peut être expliqué par la forte présence de poussière dans la galaxie.
Deux études suggèrent que NGC 6557, en raison de son mouvement propre et de sa vitesse radiale anormalement élevée, pourrait se situer dans l'attraction gravitationnelle du Grand Attracteur,.

## Groupe de galaxies
NGC 6557 fait partie d'un groupe de galaxies nommé NOGG H 888, qui contient 2MASX J18210765-7641418, 2MASX J18192401-7636180, 6dFGS gJ182256.4-764130 et ESO 045-003,. Ce groupe se situe à un décalage vers le rouge moyen de ~0.017, soit une distance de ~200 millions d'années-lumière, et il se déplace vers la direction du Grand Attracteur à une vitesse radiale de ~5 255 km/s. Ce groupe de galaxies est connu depuis 1982 et NGC 6557 était premièrement connue, en tant que membre de l'amas, sous la désignation de ESO 181412-7636.3, qui est devenue ESO 045-001 depuis.